# Grande Sociedade

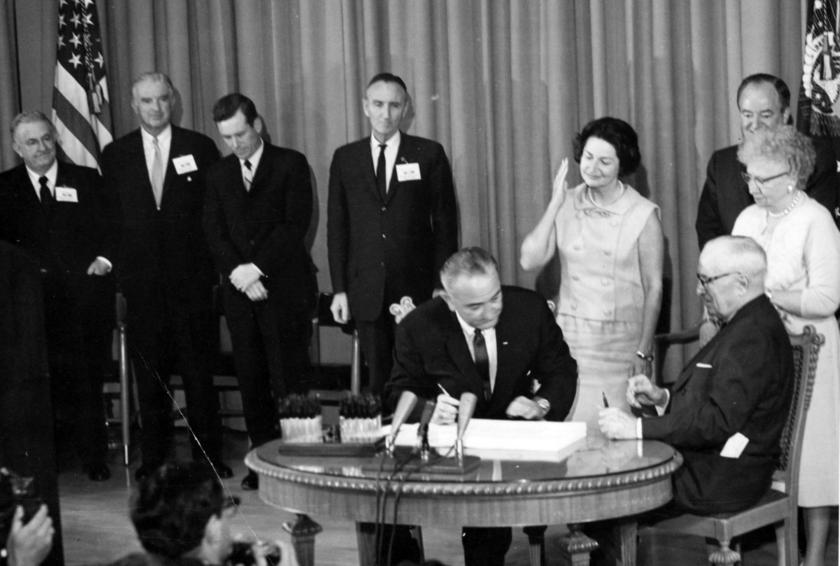
O presidente Johnson assina a lei que criou o Medicare e expandiu os investimentos na seguridade social, em 1965.

A Grande Sociedade (em inglês: Great Society) foi uma série de programas domésticos adotados pelo presidente dos Estados Unidos Lyndon B. Johnson em 1964–65. Seus objetivos declarados eram eliminar a pobreza e a injustiça racial.
O presidente Johnson usou o termo "Grande Sociedade" pela primeira vez durante um discurso na Universidade de Ohio e então relevou os detalhes do seu programa na Universidade de Michigan em 1964. O foco dos gastos governamentais seriam em projetos para educação, saúde, problemas urbanos, pobreza rural e transporte. Os programas foram adiante por um Congresso dominado pelo Partido Democrata na década de 1960. Muitos compararam a amplitude da "Grande Sociedade" ao New Deal, o programa adotado pelo presidente Franklin D. Roosevelt três décadas antes.
Algumas das propostas de Johnson foram, na verdade, projetos expandidos do programa New Frontier do presidente John F. Kennedy. Para levar seus projetos adiante, Johnson usou todo o seu poder de persuasão como político e recebeu aval do povo quando foi eleito por uma esmagadora maioria em 1964, que também colocou muitos liberais no Congresso, fazendo com que boa parte das suas propostas passassem sem muitas dificuldades.
Contudo, a eclosão da Guerra do Vietnã minou a popularidade do presidente Johnson e dividiu o Partido Democrata e acabou enterrando várias propostas da "Grande Sociedade". Ainda assim, vários projetos passaram e se tornaram um sucesso, como o Medicare, o Medicaid e vários fundos federais para educação. Investimentos em áreas sociais e na previdência, garantidos na "Grande Sociedade", foram expandidos pelos presidentes Richard Nixon e Gerald Ford.